# Campeonato Europeo de Patinaje de Velocidad sobre Hielo de 2003
El XCVII Campeonato Europeo de Patinaje de Velocidad sobre Hielo se celebró en  Heerenveen (Países Bajos) del 3 al 5 de enero de 2003 bajo la organización de la Unión Internacional de Patinaje sobre Hielo (ISU) y la Federación Neerlandesa de Patinaje sobre Hielo.
Las competiciones se realizaron en el estadio Thialf de la ciudad neerlandesa.

## Resultados

### Masculino
| Evento                      | Oro                                        | Plata                                       | Bronce                                     |
| --------------------------- | ------------------------------------------ | ------------------------------------------- | ------------------------------------------ |
| 500 m (03.01)               | Alexandr Kibalko · Rusia · 36,40 s         | Mark Tuitert · Países Bajos · 36,62 s       | Yevgueni Lalenkov · Rusia · 36,63 s        |
| 1500 m (04.01)              | Gianni Romme · Países Bajos · 1:48,35      | Yevgueni Lalenkov · Rusia · 1:49,04         | Mark Tuitert · Países Bajos · 1:49,17      |
| 5000 m (03.01)              | Gianni Romme · Países Bajos · 6:26,72      | Rintje Ritsma · Países Bajos · 6:34,28      | Pawel Zygmunt · Polonia · 6:35,71          |
| 10 000 m (05.01)            | Gianni Romme · Países Bajos · 13:27,68     | Lasse Sætre · Noruega · 13:39,08            | Rintje Ritsma · Países Bajos · 13:40,10    |
| Clasificación total (05.01) | Gianni Romme · Países Bajos · 153,002 pts. | Rintje Ritsma · Países Bajos · 153,953 pts. | Mark Tuitert · Países Bajos · 154,218 pts. |

### Femenino
| Evento                      | Oro                                       | Plata                                       | Bronce                                          |
| --------------------------- | ----------------------------------------- | ------------------------------------------- | ----------------------------------------------- |
| 500 m (03.01)               | Anni Friesinger · Alemania · 39,39 s      | Annamarie Thomas · Países Bajos · 39,98 s   | Krisztina Egyed · Hungría · 40,21 s             |
| 1500 m (04.01)              | Anni Friesinger · Alemania · 1:57,87      | Claudia Pechstein · Alemania · 2:00,10      | Annamarie Thomas · Países Bajos · 2:00,38       |
| 3000 m (04.01)              | Anni Friesinger · Alemania · 4:08,64      | Claudia Pechstein · Alemania · 4:09,77      | Renate Groenewold · Países Bajos · 4:11,19      |
| 5000 m (05.01)              | Claudia Pechstein · Alemania · 7:05,23    | Anni Friesinger · Alemania · 7:08,45        | Renate Groenewold · Países Bajos · 7:12,89      |
| Clasificación total (05.01) | Anni Friesinger · Alemania · 162,965 pts. | Claudia Pechstein · Alemania · 164,454 pts. | Renate Groenewold · Países Bajos · 165,917 pts. |

## Medallero
- Solo se otorgan medallas en la clasificación general.

| Núm. | País         | Oro | Plata | Bronce | Total |
| ---- | ------------ | --- | ----- | ------ | ----- |
| 1    | Países Bajos | 1   | 1     | 2      | 4     |
| 2    | Alemania     | 1   | 1     | 0      | 2     |
|      | TOTAL        | 2   | 2     | 2      | 6     |